# Supanich Poolkerd
Supanich Poolkerd (thailändisch ศุภานิช พูลเกิด, * 28. November 1997 in Nan) ist eine thailändische Leichtathletin, die sich auf den Sprint spezialisiert hat und vor allem mit der thailändischen 4-mal-400-Meter-Staffel Erfolge verzeichnen konnte.

## Sportliche Laufbahn
2014 nahm Supanich Poolkerd an den Juniorenasienmeisterschaften in Taipeh teil und gewann dort die Silbermedaille mit der Staffel und belegte im Einzelbewerb den achten Platz. 2015 gewann sie mit der Staffel die Silbermedaille bei den Südostasienspielen in Singapur. Bei den Juniorenasienmeisterschaften 2016 in Ho-Chi-Minh-Stadt gewann sie die Silbermedaille über 200 Meter sowie Bronze mit der thailändischen Staffel. 2017 schied sie bei den Asienmeisterschaften im indischen Bhubaneswar über 400 Meter im Vorlauf aus und belegte mit der Staffel den fünften Rang. Bei den Südostasienspielen in Kuala Lumpur gewann sie die Bronzemedaille im Einzelbewerb und Silber mit der Staffel. In derselben Woche nahm die Studentin der Chulalongkorn-Universität in Bangkok an den Studentenweltspielen in Taipeh teil und erreichte mit der Staffel den siebten Platz. Anfang September gewann sie bei den Asian Indoor & Martial Arts Games in Aşgabat die Goldmedaille mit der Staffel und verpasste als Vierte im Einzelbewerb nur knapp eine weitere.
2018 nahm sie erstmals an den Asienspielen in Jakarta teil, schied dort im Einzelbewerb mit 56,62 s in der ersten Runde aus und belegte mit der 4-mal-400-Meter-Staffel den siebten und mit der gemischten Staffel den sechsten Rang. Im Jahr darauf schied sie bei der Sommer-Universiade in Neapel über 200 Meter mit 24,45 s in der ersten Runde aus und belegte mit der 4-mal-100-Meter-Staffel in 45,23 s den sechsten Platz. Im Dezember belegte sie bei den Südostasienspielen in Capas in 24,05 s den fünften Platz über 200 Meter und gewann mit der Staffel in 3:39,78 min die Silbermedaille hinter dem Team aus Vietnam. 2022 gewann sie bei den Südostasienspielen in Hanoi in 11,66 s die Bronzemedaille über 100 Meter hinter der Philippinerin Kayla Anise Richardson und Shanti Pereira aus Singapur und siegte in 44,39 s mit der thailändischen 4-mal-100-Meter-Staffel. Zudem gewann sie auch in der Mixed-Staffel mit neuem Spielerekord von 3:19,29 min die Goldmedaille und sicherte sich mit der Frauenstaffel in 3:42,90 min die Goldmedaille. Im Jahr darauf gewann sie bei den Südostasienspielen in Phnom Penh in 11,58 s die Silbermedaille über 100 Meter hinter der Singapurerin Shanti Pereira. Zudem gewann sie in der Mixed-Staffel über 4-mal 400 Meter in 3:23,02 min die Silbermedaille hinter dem vietnamesischen Team. Anschließend sicherte sie sich bei den Asienmeisterschaften in Bangkok in 44,56 s gemeinsam mit Supawan Thipat, On-uma Chattha und Athicha Phetkun die Bronzemedaille in der 4-mal-100-Meter-Staffel hinter den Teams aus der Volksrepublik China und Japan. Ende September belegte sie bei den Asienspielen in Hangzhou in 11,35 s den vierten Platz über 100 Meter und gewann mit der 4-mal-100-Meter-Staffel in 44,32 s gemeinsam mit Supawan Thipat, On-uma Chattha und Sukanda Petraksa die Silbermedaille hinter dem chinesischen Team. 2024 gewann sie bei den Hallenasienmeisterschaften in Teheran in 7,38 s die Bronzemedaille im 60-Meter-Lauf hinter der Iranerin Fasihi Farzaneh und Olga Safronowa aus Kasachstan.
2025 schied sie bei den Asienmeisterschaften in Gumi mit 11,75 s in der Vorrunde über 100 Meter aus und gewann mit der 4-mal-100-Meter-Staffel in 44,26 s gemeinsam mit Jirapat Khanonta, Sukanda Petraksa und Athicha Phetkun die Bronzemedaille hinter den Teams aus der Volksrepublik China und Indien.
Poolkerd studiert Politikwissenschaft an der Chulalongkorn-Universität in Bangkok. In den Jahren von 2020 bis 2022 wurde sie thailändische Meisterin im 200-Meter-Lauf sowie 2020, 2022 und 2024 auch über 100 Meter und 2020 und 2022 in der 4-mal-100-Meter-Staffel.

## Persönliche Bestleistungen
- 100 Meter: 11,35 s (+1,3 m/s), 30. September 2023 in Hangzhou
  - 60 Meter (Halle): 7,38 s, 18. Februar 2024 in Teheran
- 200 Meter: 23,96 s (−0,3 m/s), 19. Mai 2019 in Bangkok
- 400 Meter: 54,55 s, 24. August 2017 in Kuala Lumpur
  - 400 Meter (Halle): 55,85 s, 19. September 2017 in Aşgabat